# Pnei Kedem
Pnei Kedem (en hebreo: פְּנֵי קֶדֶם), es un asentamiento y un puesto avanzado israelí, que está situado junto al asentamiento israelí de Metzad, en la parte sureste del bloque de asentamientos de Gush Etzion, en el Área de Judea y Samaria, en la Cisjordania ocupada por Israel. El pueblo se encuentra al sur de Belén, en las montañas orientales de Judea, cerca de Nahal Arugot, a una altitud de 930 metros sobre el nivel del mar, a 14 kilómetros y medio de la Línea verde, fuera del muro de seguridad.
La comunidad internacional considera ilegales todos los asentamientos israelíes en Cisjordania bajo el derecho internacional, pero el gobierno israelí no está de acuerdo con esta opinión.

## Nahal Arugot
El puesto avanzado fue construido en octubre del año 2000 con ayuda de la organización Amana, dentro de los límites del cercano asentamiento israelí de Metzad y en las tierras adyacentes. En 2003, Pnei Kedem recibió el estatuto de municipio permanente sin ser legalizado, recibiendo iluminación y otros servicios por parte del Ministerio de Defensa israelí, a pesar de la promesa del gobierno israelí en la Hoja de Ruta para eliminar los puestos de avanzada ilegales. Según el diario Jerusalem Post, en 2008, los colonos de Pnei Kedem recibieron entrenamiento antiterrorista sobre cómo neutralizar rápidamente a intrusos y terroristas.[cita requerida]

## Historia
El puesto de avanzada fue construido en octubre de 2000 con la ayuda de la organización Amana, dentro de los límites del cercano asentamiento israelí de Metzad y en tierras adyacentes. En 2003, a Pnei Kedem se le otorgó el estatus de municipio permanente sin ser legalizado, y recibió iluminación y otros servicios del Ministerio de Defensa israelí, a pesar del compromiso del gobierno israelí en la Hoja de Ruta de eliminar los puestos de avanzada ilegales.
Pnei Kedem celebra un festival anual de cometas durante el Jol HaMoed Sukkot que atrae a miles de participantes.
En noviembre de 2007, Haaretz informó que un colono de Pnei Kedem se quejó de que los palestinos habían arrancado 500 árboles de olivo.
Como informó The Jerusalem Post en 2008, los colonos de Pnei Kedem reciben «entrenamiento antiterrorista» de la organización Mishmeret Yesha sobre "cómo neutralizar rápidamente a los infiltrados terroristas". En septiembre de 2011, antes de la candidatura de la Autoridad Palestina a la condición de Estado en las Naciones Unidas, Arutz Sheva publicó fotografías de mujeres de Pnei Kedem siendo entrenadas con armas de fuego y munición real.
La población de Pnei Kedem recibe sus servicios municipales del Consejo Regional Gush Etzion, que lo enumera en su sitio web oficial como una comunidad separada. Pero como las autoridades israelíes no reconocen el puesto de avanzada como un asentamiento independiente, la Oficina Central de Estadísticas de Israel considera que sus residentes viven en Metzad. Según el periódico Arutz Sheva, Pnei Kedem estaba habitado en 2011 por 32 familias y absorbió a nuevos residentes.

## Residentes notables
Simcha Rothman, un político del Partido Sionista Religioso de Israel, miembro de la Knesset entre 2022 y 2023, reside en Pnei Kedem.